# Phyzelaphryne miriamae
Phyzelaphryne miriamae é uma espécie de anfíbio  da família Eleutherodactylidae. É a única espécie descrita para o género Phyzelaphryne. Endêmica do Brasil, pode ser encontrada na bacia amazônica nas drenagens dos rios Madeira, Tapajós e Juruá.
Os seus habitats naturais são: florestas subtropicais ou tropicais húmidas de baixa altitude. Está ameaçada por perda de habitat.